# ガンヴィル
ガンヴィル（Guainville）は、フランス、サントル＝ヴァル・ド・ロワール地域圏、ウール＝エ＝ロワール県のコミューン。

## 地理
ガンヴィルは、県および地域圏の最も北部にあるコミューンである。イヴリーヌ県、ウール県、ウール＝エ＝ロワール県が交わる交差路である。また、ガンヴィルはノルマンディー地域圏、イル＝ド＝フランス地域圏とも接している。
マント＝ラ＝ジョリー、エヴルー、ドルーから20分ほどの距離にある。パリからも1時間の距離にあり、このコミューンには別荘がたくさんある。

## 人口統計
| 1962年 | 1968年 | 1975年 | 1982年 | 1990年 | 1999年 | 2008年 | 2013年 |
| ------ | ------ | ------ | ------ | ------ | ------ | ------ | ------ |
| 254    | 256    | 321    | 412    | 555    | 614    | 664    | 719    |

参照元:1962年から1999年までは複数コミューンに住所登録をする者の重複分を除いたもの。それ以降は当該コミューンの人口統計によるもの。1999年までEHESS/Cassini、2004年以降INSEE。